# Journal of Solid State Chemistry
Journal of Solid State Chemistry (abrégé en J. Solid State Chem.) est une revue scientifique à comité de lecture mensuelle qui publie des articles de recherche concernant la chimie du solide.
D'après le Journal Citation Reports, le facteur d'impact de ce journal était de 2,133 en 2014. Actuellement, la direction éditoriale est assurée par M. G. Kanatzidis (université Northwestern, États-Unis).